# ليونارد غولدستاين
ليونارد غولدستاين (بالإنجليزية: Leonard Goldstein)‏ هو منتج أفلام أمريكي، ولد في 28 مايو 1903 في بيسبي في الولايات المتحدة، وتوفي في 23 يوليو 1954 في لوس أنجلوس في الولايات المتحدة بسبب نوبة قلبية.

## وصلات خارجية
- ليونارد غولدستاين على موقع IMDb (الإنجليزية)
- ليونارد غولدستاين على موقع قاعدة بيانات الفيلم (الإنجليزية)